# 台88線
台88線（東西向快速公路——高雄潮州線），是臺灣橫跨高雄市與屏東縣之東西向省道快速公路，亦為高屏地區往來之捷徑。西起高雄市鳳山區銜接國道一號五甲系統交流道，往東經大寮區跨高屏溪（萬大大橋）後進入屏東縣萬丹鄉，在位於竹田鄉的竹田系統交流道與國道三號交會，東至竹田端銜接屏85線鄉道，往北可轉台1線（屏鵝公路）南下至恆春半島。
於國道五號的延伸計畫中，南橫段自臺東縣太麻里鄉，沿金崙溪及林邊溪谷，向西經內社至來義、四林，至竹田系統交流道銜接國道三號和台88線，不過國道五號南橫段評估後不符經濟效益，且路線行經大武山自然保留區，故目前處於擱置狀態。

## 交流道
- 除2.2公里鳳山交流道至0.0公里五甲系統交流道出口路段，以及21.2公里竹田系統交流道出口匝道外，其餘路段開放汽缸總排氣量逾250c.c.之大型重型機車行駛[1]。
- 2015年屏東縣政府規劃並爭取中央政府支持台88線快速公路要往東延伸到沿山公路到來義鄉，從潮州延伸至萬巒、來義、新埤，再與縣道185號沿山公路結合，再接到枋寮[2]。
- 2015年12月7日大發交流道匝道路面下陷及臺灣電力公司潛盾機造成小港、大寮區路面塌陷事故，立法委員許智傑砲轟中華民國交通部及交通部公路總局，爭取高雄市民行車安全。公路總局長趙興華表示，考量安全與工程速度，大發交流道西向匝道將拆除重建[3]。
- 2016年2月5日公路總局第三區養護工程處表示，台88線大發交流道西向上匝道修復施工歷經該處、高雄工務段及施工團隊88天日夜不休辛勞的努力，在公路總局派人專案督導下於2016年2月5日完工通車。台88線西向大發交流道匝道路面下陷災害緊急復建工程於2015年11月開工，並以今年春節前通車為目標積極趲趕，施工期間歷經霸王級寒流超低溫氣候影響，公路總局及施工團隊仍不眠不休的克服困難努力達成今年春節假期前通車，讓用路人暢行台88線[4]。
- 2016年12月16日原訂2017年1月28日才能通車的「台88線大發交流道東向下匝道改建工程」，公路總局第三區養護工程處宣佈提前在12月28日通車，解決近幾個月來的塞車問題[5]。

| 台88線路線設施里程一覽表 |      |          |                                  |                                |                               |                                                                            |                                                                                     |                        |
| 標誌                     | 里程 | 名稱     | 順樁預告                         | 逆樁預告                       | 形式                          | 通車日                                                                     | 銜接道路 →聯絡地區                                                                  |                        |
| 0                        | 0.0  | 五甲系統 | 國道養護終點                     | 高雄 國道養護起點              | 半套Y型                       | 2003年8月8日                                                               | 中山高速公路                                                                        |                        |
| 2                        | 2.2  | 鳳山     | 鳳山 小港 機場                   | 小港 機場 鳳山                 | 簡易鑽石型                    | 2003年8月8日                                                               | 市道183甲線（鳳頂路） · 側車道：市道188號（過埤路） · →鳳山區、小港區、高雄國際機場 |                        |
|                          | 6.5  | 大寮系統 |                                  |                                | 雙葉型                        | 規畫中                                                                     | 高雄港東側聯外高速公路                                                              | 高雄港東側聯外高速公路 |
| 7                        | 7.0  | 大寮     | 大寮 林園                        | 林園 大寮                      | 簡易鑽石型                    | 2001年1月20日                                                              | 台25線（鳳林路） · 側車道：市道188號（大寮路） · →大寮區、林園區                    |                        |
| 9                        | 9.7  | 大發     | 大樹 和發產業園區 大發產業園區   | 大發產業園區 大樹 和發產業園區 | 簡易鑽石型                    | 2000年11月18日 2016年2月5日（西行入口重建） 2016年12月28日（東行出口重建） | 和發路⇔華中路 · 側車道：市道188號⇒台29線 · →大樹區、大發產業園區、和發產業園區      |                        |
| －                       |      |          |                                  |                                |                               |                                                                            |                                                                                     |                        |
| 15                       | 15.8 | 萬丹     | 萬丹 新園                        | 新園 萬丹                      | 簡易鑽石型＋ 東出半直接式匝道 | 2000年11月18日                                                             | 台27線 · 側車道：市道188號（萬順路） · →萬丹鄉、新園鄉                              |                        |
| 21                       | 21.2 | 竹田系統 | 屏東 林邊                        | 林邊 屏東                      | 環狀雙葉型                    | 2004年1月10日                                                              | 福爾摩沙高速公路、屏南快速公路（規畫中）                                            |                        |
| 22                       | 22.3 | 竹田端   | 萬巒 竹田 內埔 潮州 快速公路終點 | 快速公路起點                   | 直接式                        | 2004年1月10日                                                              | 屏85線（潮州路）⇒台1線 · →竹田鄉、潮州鎮、內埔鄉、萬巒鄉                            |                        |

## 車道數及速限
| 路段                   | 車道數 | 車道數 | 車道數 | 速限（km/h） | 速限（km/h） |
| 路段                   | 東行   | 西行   | 雙向   | 東行         | 西行         |
| ---------------------- | ------ | ------ | ------ | ------------ | ------------ |
| 五甲系統交流道～0.4K   | 2      | 2      | 4      |              |              |
| 0.4K～0.7K             | 2      | 2      | 4      |              |              |
| 0.7K～竹田系統交流道   | 2      | 2      | 4      |              |              |
| 竹田系統交流道～竹田端 | 2      | 2      | 4      |              | 未           |

## 後續計畫

### 銜接屏南快速公路
目前屏南快速公路計畫運用本線進行東展南延，自竹田端起，向南延伸至恆春。路廊自潮州開始行經屏東平原東側，至枋寮往南續沿山側丘陵區，經枋山、車城銜接至恆春市區南側台26線止，可服務潮州、萬巒、新埤、春日、枋寮、枋山、獅子、車城及恆春等鄉鎮。

### 銜接南橫高速公路
南橫高速公路計畫運用本線進行東展，自竹田系統交流道起，向東延伸銜接南橫高速公路。路廊自潮州開始貫穿中央山脈南側，最終止於台東知本一帶並續接花東高速公路，可服務潮州、萬巒、來義、金峰等鄉鎮，目前此計畫擱置中。

## 相關資訊
- 興建單位：交通部公路總局
- 維護單位：交通部公路局
- 管理單位：高雄市政府警察局、屏東縣政府警察局

## 外部連結
- 交通部公路總局（页面存档备份，存于）
- 台88線 高屏東西向快速走廊 （页面存档备份，存于）